# Sterling Hayden
Sterling Hayden, egentlig Sterling Relyea Walter, (født 26. marts 1916 i Upper Montclair, New Jersey, USA, død 23. maj 1986 i Sausalito, Californien, USA) var en amerikansk filmskuespiller og forfatter. Han medvirkede i westerns og film noir film i størstedelen af sin karriere.

## Liv og karriere
Han filmdebuterede i 1941, og fik sit gennembrud i John Hustons The Asphalt Jungle (Asfaltjunglen, 1950). Han blev truet med sortlistning i 1951 efter medlemskab af kommunistpartiet, men slap udenom ved at navngive kolleger. Hayden spillede titelrollen i Johnny Guitar (1954) og hovedrollen i Stanley Kubricks The Killing (Det store gangsterkup, 1956). Han huskes ikke mindst for fine præstationer som den gale general som starter kernefysisk krig i Kubricks Dr. Strangelove (1964), korrupt politimand i The Godfather (1972) og som landarbejdernes overhoved i Novecento (1900, 1976).
Sterling Hayden døde af prostatakræft i Sausalito i 1986. Han blev 70 år.

## Fodnoter
1. ↑   Krebs, Albin (1986-05-24). "Sterling Hayden Dead at 70; an Actor, Writer and Sailor". New York Times. Hentet 2011-11-11.